# Гестланд
Гестланд (нім. Geestland) — місто та незалежний муніципалітет у нижньосаксонському окрузі Куксгафен, який виник 1 січня 2015 року в результаті злиття міста Ланген і спільного муніципалітету Бедеркеза. Після міста Куксгафен, Гестланд — муніципалітет з другим за чисельністю населення районом Куксгафен. З площею 356,58 км² Гестланд є одним з найбільших міст Німеччини.
Назва походить від ландшафтної форми «Гест» (нім. Geest).